# Admiralty Extension

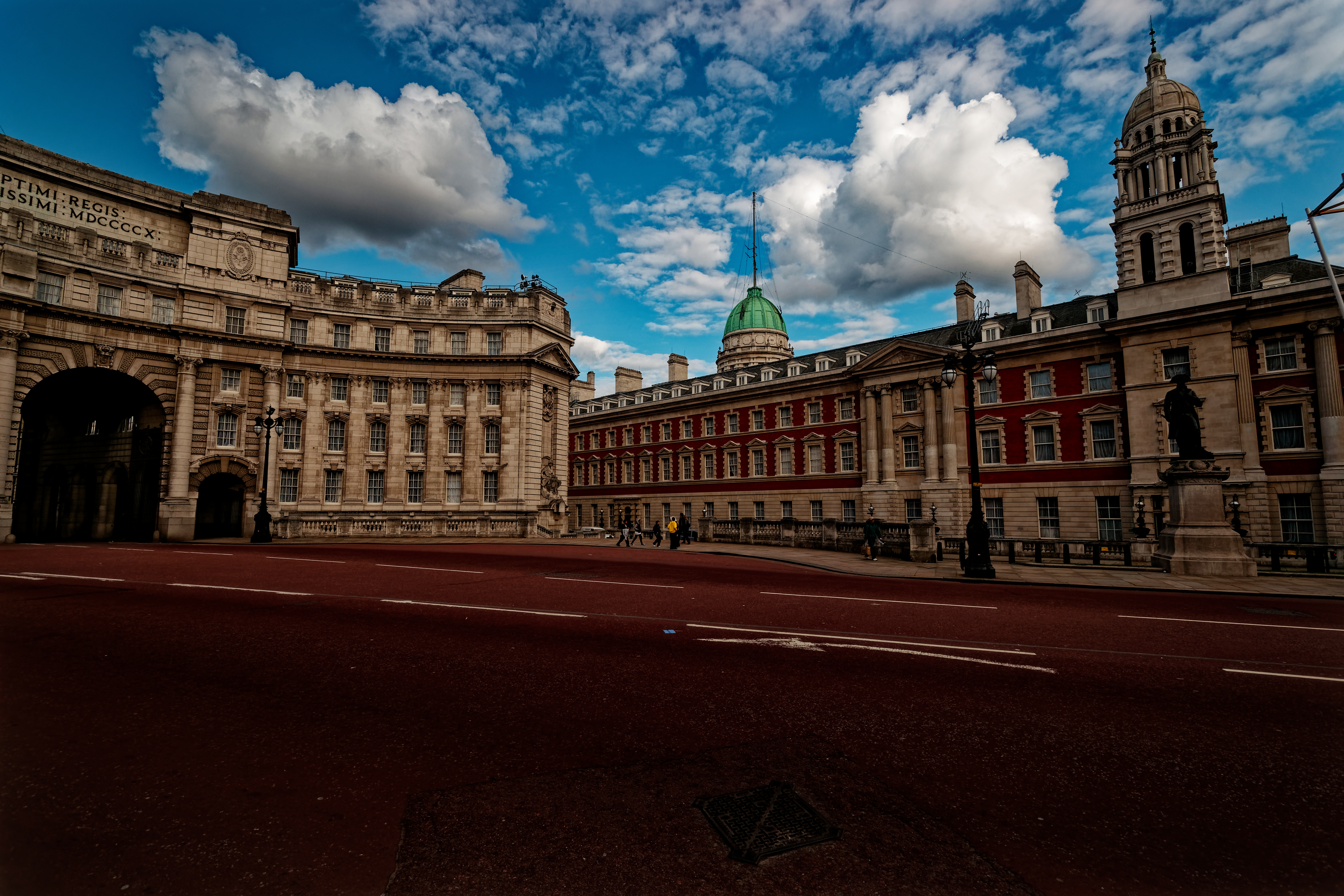
Vista desde The Mall: a la izq. el arco del Almirantazgo y a la derecha el noroeste de la Admiralty Extension.

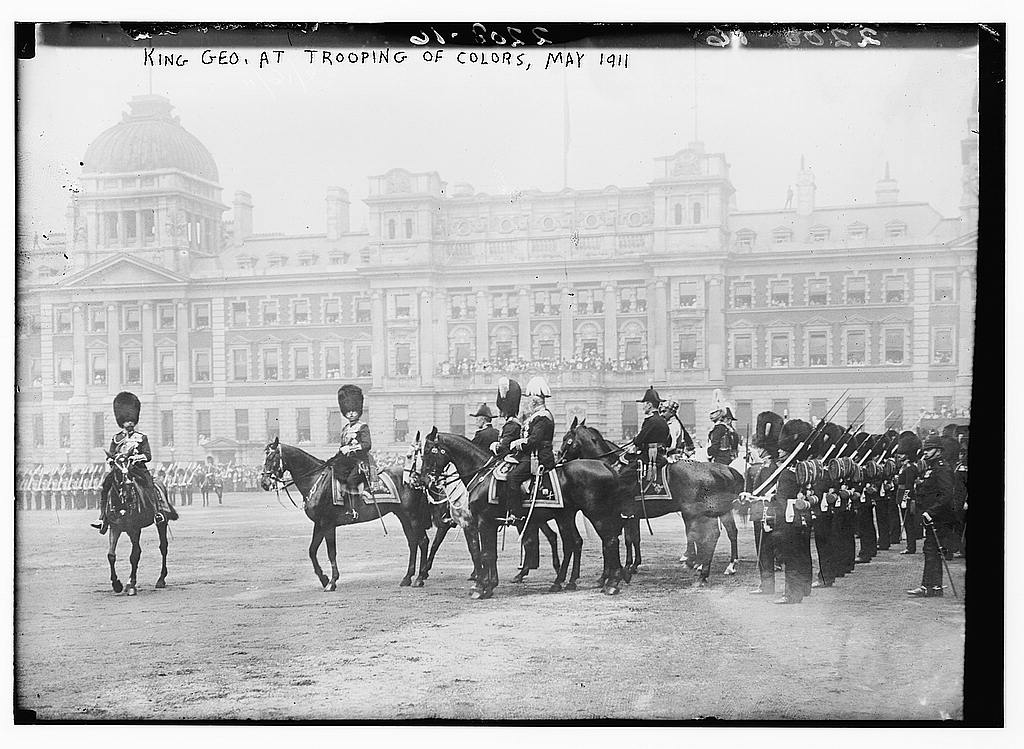
Jorge V al mando del desfile delTrooping the Colour por primera vez, en mayo de 1911, delante de la Admiralty Extension, en presencia del maharajá Ganga Singh.

La Admiralty Extension (lit. ‘Extensión del Almirantazgo’) es el más grande y espacioso de los llamados edificios del Almirantazgo, un conjunto histórico de la Ciudad de Westminster, Londres (Reino Unido), que reúne las estructuras usadas por el antiguo Almirantazgo británico durante su existencia. Se trata de una amplia estructura de cuatro brazos (o alas) dispuestos en forma de «manzana» cuadrada con un patio de entrada en el centro, que fue diseñado par acomodar cientos de espacios de oficinas y reuniones, poco común para la época. En medio del patio está la entrada conformada por una estructura menor, también cuadrada. Dos de las alas tienen dobles filas, duplicando el espacio de oficinas (adición requerida en su día por el constante crecimiento en personal y estructura de la Marina Real). 
La planificación de la extensión comenzó en la segunda mitad del siglo XIX, a partir de la Admiralty House en su esquina suroriental, y con el Edificio Ripley sirviendo como la ya construida ala oriental de la misma. La construcción se llevó de forma progresiva y lenta durante casi dos décadas, para acomodar las oficinas y espacios requeridos por la Armada conforme se desarrollaban los acontecimientos geopolíticos, y sobre todo en el marco de su carrera armamentística naval con el Imperio alemán, conocida como la Paz armada. Tanto el comienzo mismo de la construcción como su duración y los cambios realizados con los años se debían a esta circunstancia. 
Este edificio, de casi un siglo y medio de antigüedad, en el que han tenido lugar algunos de los acontecimientos más significativos de la historia del siglo XX del Reino Unido, ha sido escenario de distintas obras literarias y cinematográficas. Es conocido además por ser el lugar donde Ian Fleming ideó y escribió las primeras tomas de su saga de James Bond.

## Arquitectura y construcción
La construcción del extenso edificio se llevó a cabo entre 1888 y 1905, aunque no fue sencilla y a menudo no seguía los planos originales, en función de las circunstancias del momento. Se realizó en dos fases principales, en 1884-1895 y 1900-1905, aunque también hubo trabajos menores en los cinco años intermedios. Su diseño y realización se encomendaron al estudio de arquitectura Leeming & Leeming de Halifax, y terminó por ser uno de los únicos dos grandes edificios gubernamentales en Whitehall construidos principalmente en ladrillo rojo (el otro siendo el complejo de Norman Shaw Buildings, construido en 1888-1890, cuyo edificio norte fue el emplazamiento original del Scotland Yard, actualmente en el más tardío edificio contiguo hacia el norte).
La edificación, que ocupa casi una hectárea de terreno, fue construida en ladrillo al estilo Reina Ana con influencias de la arquitectura francesa de esos años, con torres y fachadas que integran gran cantidad de elementos clásicos. En sus paredes externas, que dan tanto a The Mall y como al Horse Guards Parade (escenario de ceremonias como Trooping the Colour, el cambio diario de la Guardia del rey o la celebración del Día de la Victoria sobre Japón), el ladrillo rojo en la primera y segunda planta se combina con piedra de Pórtland blanca almohadillada en la planta baja y la parte superior y visible del sótano, confiriendo a la estructura un aspecto distinguido tanto desde la plaza de ceremonias como desde las calles circundantes.
Las cuatro fachadas de la gran extensión exhiben un diseño arquitectónico a grandes rasgos parecido. Cuentas con tres plantas, incluida la planta baja, además de una cubierta abuhardillada, siendo una adición posterior de color gris oscuro. El edificio cuenta con varias torres, dos realizadas en piedra de Pórtland en las esquinas (este y oeste) del ala norte (dando a The Mall), un par de torres más pequeñas del mismo material dando al patio, y dos más anchas en forma de pabellones, en el ala sur, dando al Horse Guards Parade. Esta ala es una adición realizada entre 1900 y 1905, en la última fase del proyecto (que hasta entonces formaba un complejo en forma de U abierta hacia la plaza de desfiles), por lo que se ha llamado por algunos autores de la época «extensión de la extensión del Almirantazgo».

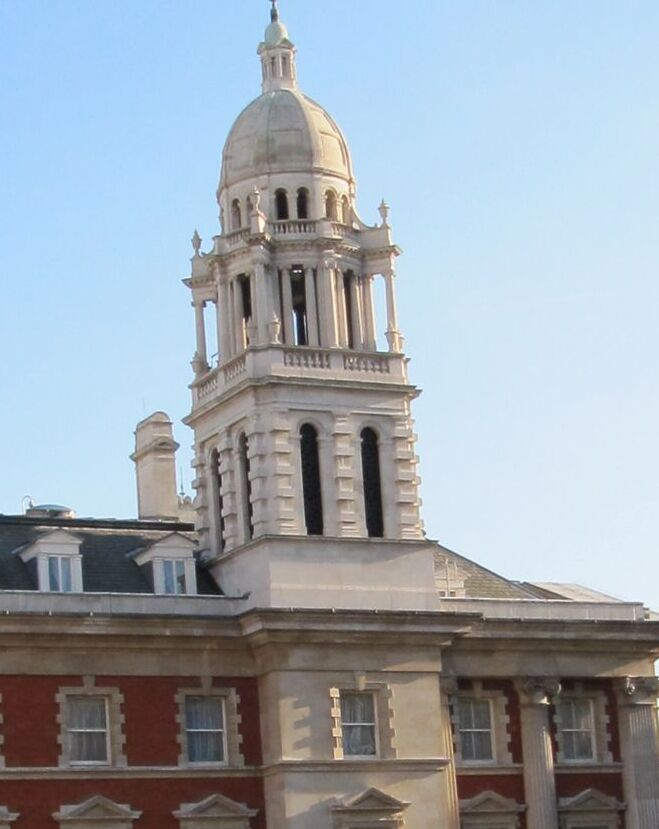
La torre de la esquina noroccidental del edificio
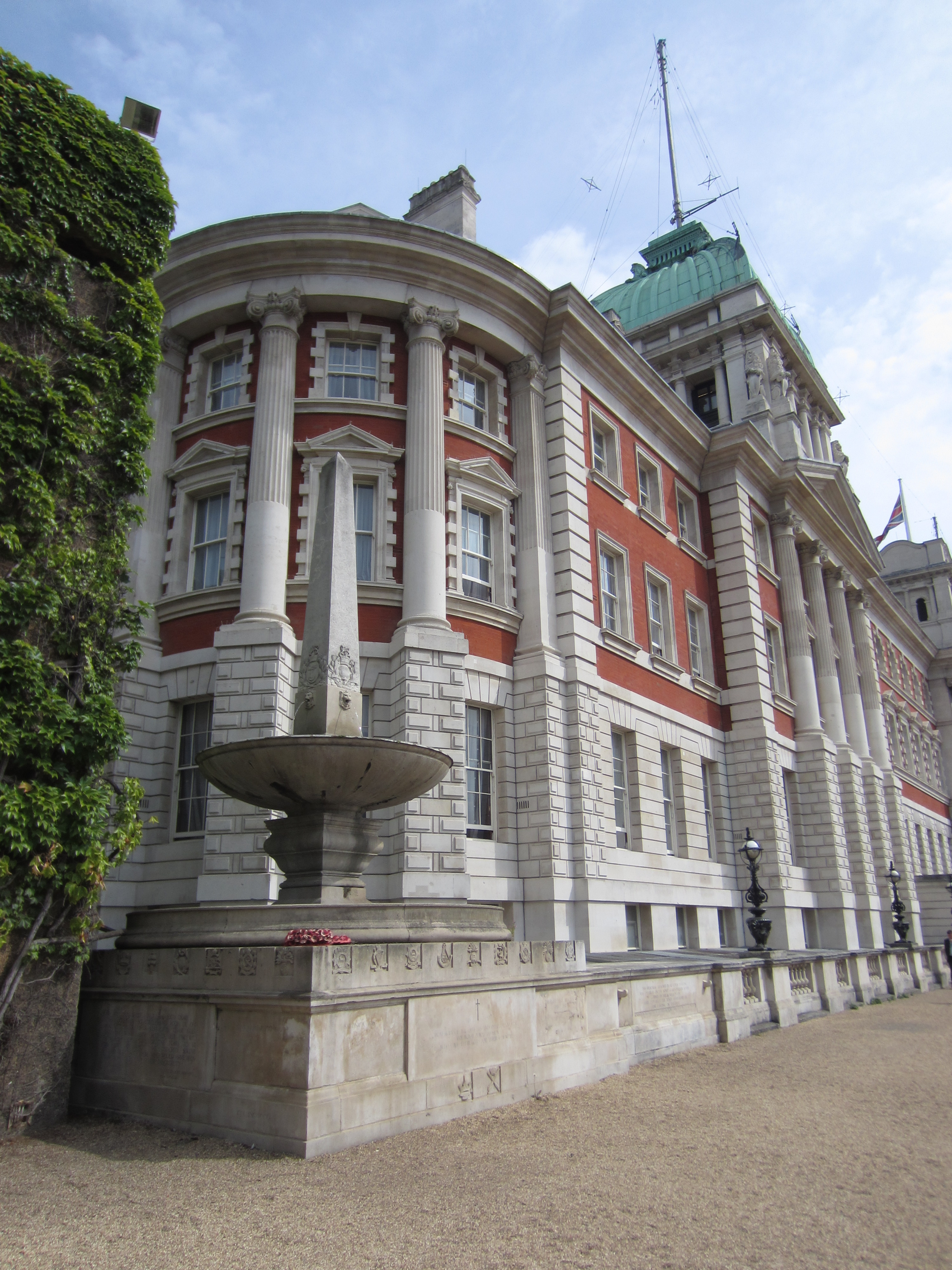
Esquina sudoccidental, hacia la ciudadela.
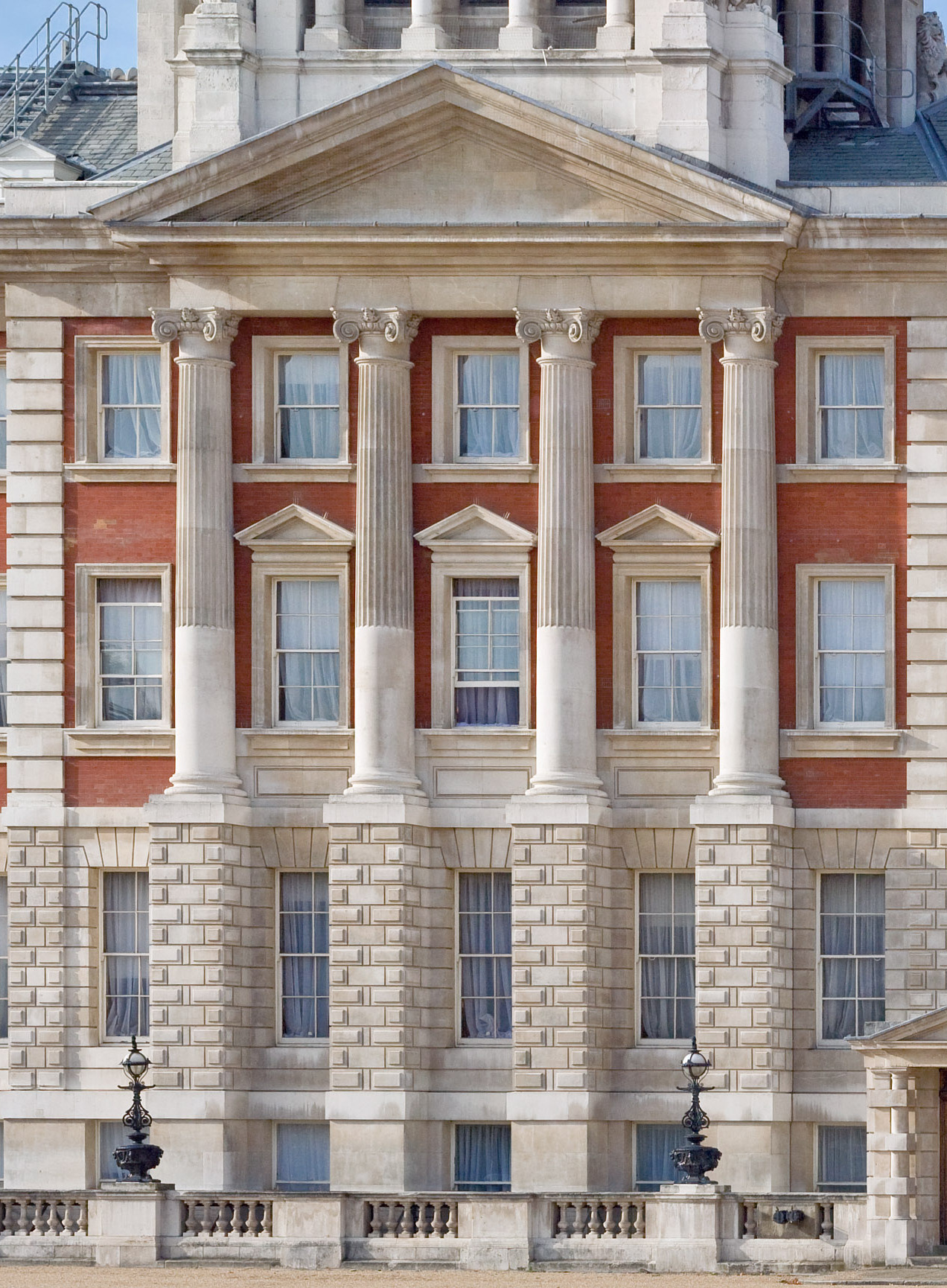
El pórticos izquierdo (oeste) de fachada sur

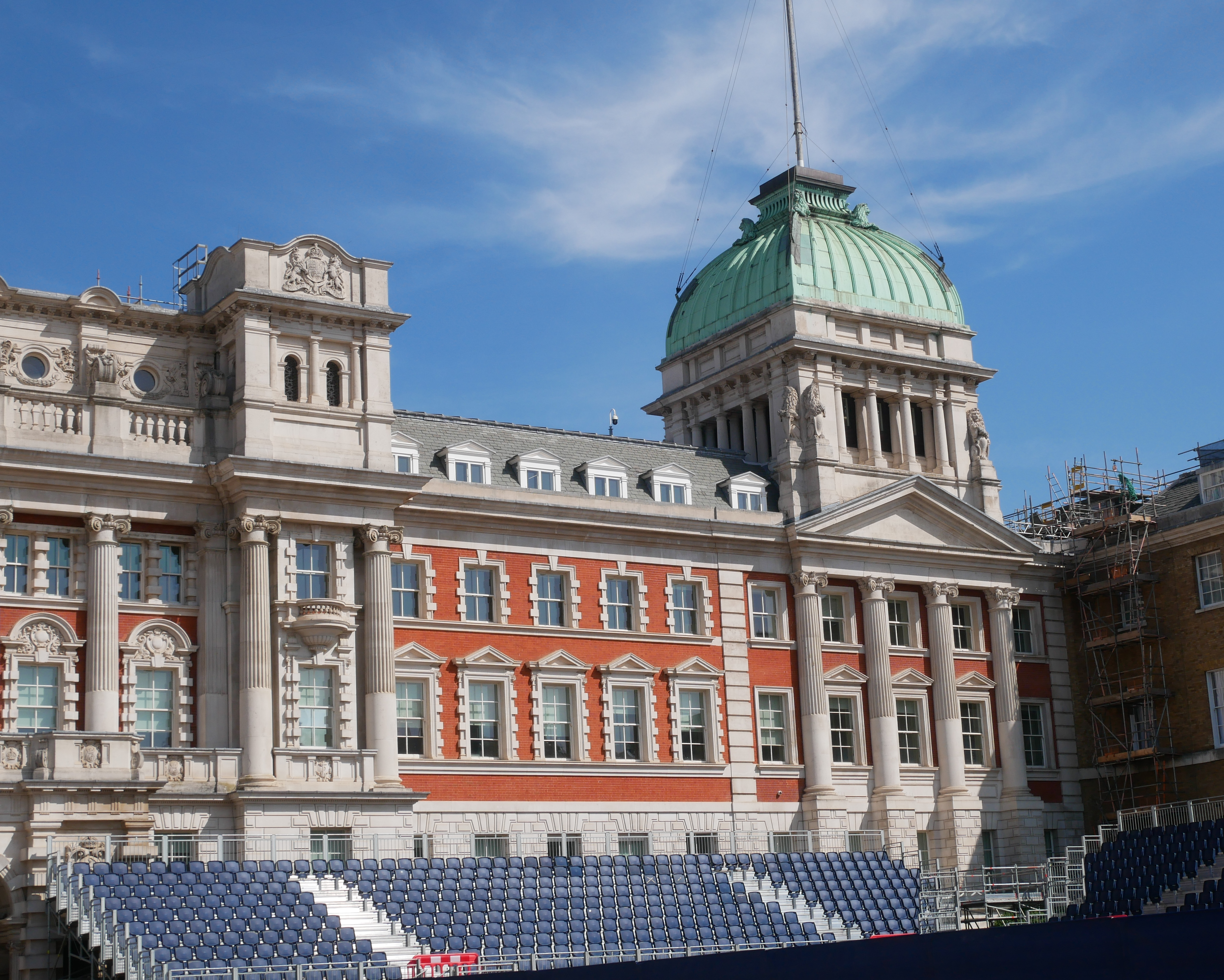
La sección oriental de la fachada sur, con una grada montada para los espectadores del anual desfile del estandarte (Trooping the Colour).

### Fachada sur (Horse Guards Parade)
Esta fachada de diecisiete tramos (incluidos los extremos laterales, construidos antes de la última fase del proyecto) es la más emblemática por su ubicación y uso ceremonial e histórico. La primera y segunda plantas exhiben múltiples ventanas rectangulares con marcos «dentados» (divididos por bloques horizontales, un motivo que se repite por toda la fachada); las de la primera planta, siendo un piso de techo alto, son más largas y presentan decoración adicional: las del tramo central están rematadas con lunetas —arcos ciegos decorados en relieve con simbología de la Armada y marina (peces, caballitos de mar y otros ornamentos)—, mientras que en los demás tramos están rematadas con pequeños frontones. Sirven de excepción las ventanas en los dos estrechos tramos adelantados que flanquean el tramo central, cuyas ventanas están rematadas con claves que las unen con los púlpitos abalaustrados de las ventanas superiores, que sirven tanto de balcones como de elementos decorativos. También tienen claves las ventanas del tramo central, y, en la segunda planta, todas menos las del tramo central. Estas están flanqueadas por pequeñas columnas encerradas en el mismo patrón dentado. El tramo central está dividido por columnas jónicas con volutas, estriadas en tres cuartos de su altura (salvo la parte inferior), adentradas en sus respectivos balconcillos (dos de ellas más adelantadas hacia el balcón que corona a la entrada). Idénticas columnas delimitan las ventanas en los tramos adelantados a modo de dístilo, esta vez en el exterior de los balconcillos, dejando a la vista los basamentos desde la plaza de ceremonias. A ambos lados del tramo principal hay pilastras jónicas, también estriadas en la mayor parte de su altura, adyacentes a los tramos adelantados. El antepecho (baja pared exterior) de los balconcillos que recorre esta parte (encima de la entrada y los tramos adyacentes) está decorado con escudos y sellos del Almirantazgo y la Marina Real, todos en relieve como los demás elementos decorativos de la fachada. El escudo céntrico a esta altura es el del primer lord del Almirantazgo.

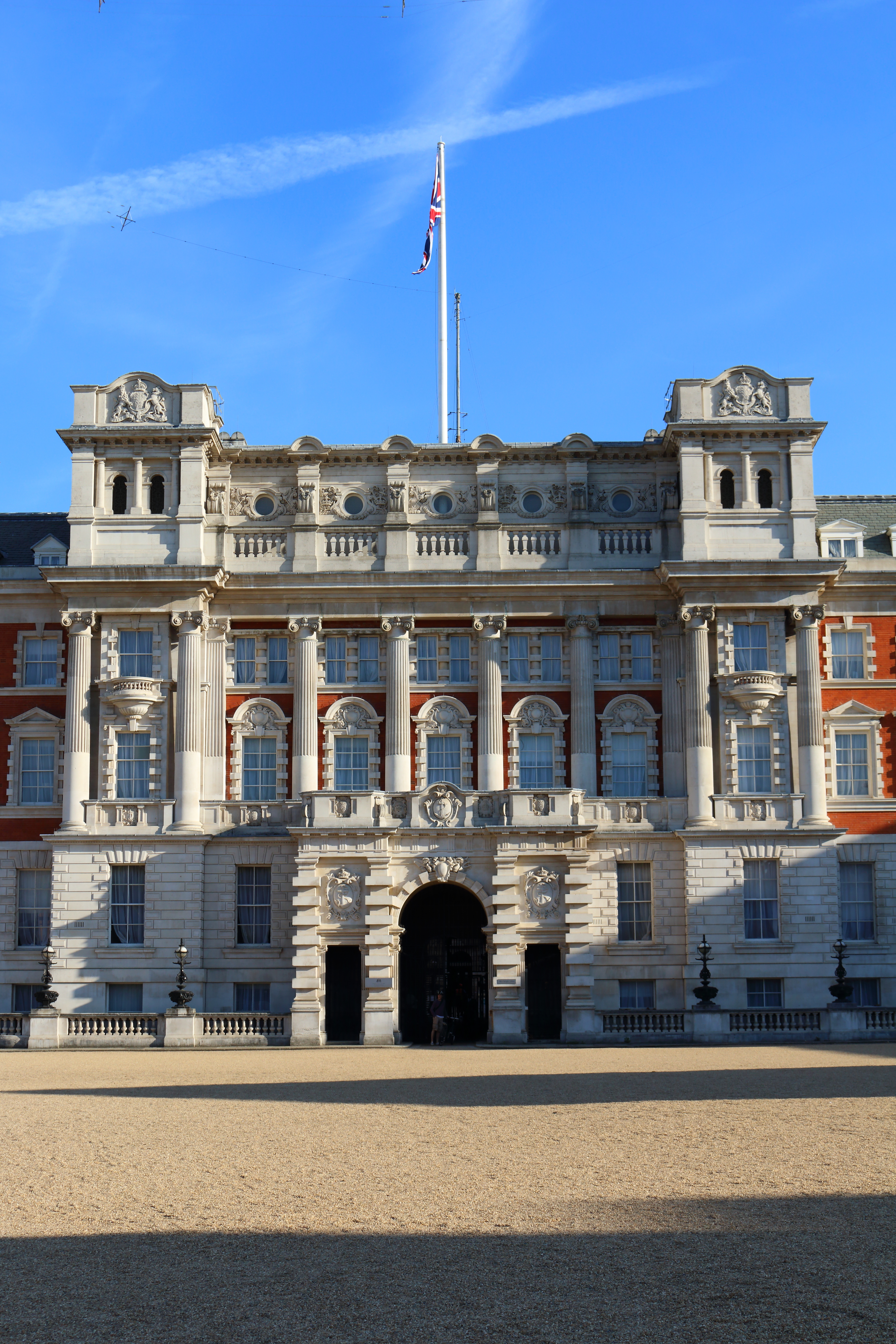
El tramo central de la fachada sur, desde el HGP.

A ambos lados de la fachada se levantan grandes pórticos, que en las dos plantas medias exhiben las mismas columnas jónicas, cuatro cada uno, en este caso posados sobre largos pedestales almohadillados (como el resto de la mampostería a esta altura), que llegan hasta el suelo en un lado izquierdo (oeste) y hasta la altura del basamento en el otro, y que sirven de contrafuertes y dividiendo las ventanas de planta baja y del «medio sótano». Ambos pórticos, que no corresponden a ninguna entrada, están coronados con grandes frontones, que forman parte del decorado del tejado, y, por encima, las torres. En el lado este de la fachada, algo acortado por la Admiralty House, el pórtico casi alcanza el punto que une ambos edificios. Adyacente a cada una de las columnas internas de los pórticos, hay una entrada cubierta, más pequeña que la principal, bajo un toldo adelantado que termina en un frontón, apoyado en dos paredes y dos pequeñas columnas dentadas. Las puertas aquí son de madera, conservada de principios del siglo XX. Salvo en la entrada principal, la planta baja está adornada con una balaustrada de baja altura.
La planta baja exhibe una serie homogénea de ventanas —con la excepción del tramo central, donde está la entrada—, con el mismo espaciado salvo los tramos adelantados. En el centro de este tramo está la entrada serliana, que consta de una puerta arqueada grande y dos puertas triangulares adinteladas, más pequeñas, en posición de avant-corps. El arco de medio punto de la puerta principal tiene el mismo decorado dentado (que correspondería a las dovelas) y reposa sobre dos pilastras que sirven de antas, cuyas impostas quedan a la altura de los dinteles de las puertas laterales, que exhiben el mismo decorado y parecen una continuación de los mismos. La clave del arco muestra un símbolo que representa el dominio británico de las mares, mientras que por encima de las dos puertas laterales aparecen grandes relieves del escudo del Almirantazgo. Las puertas están separadas por pilastras cuasi-dóricas con el mismo patrón dentado, sobre pedestales. El «friso» que remata el conjunto de la enterada está adornado de triglifos.

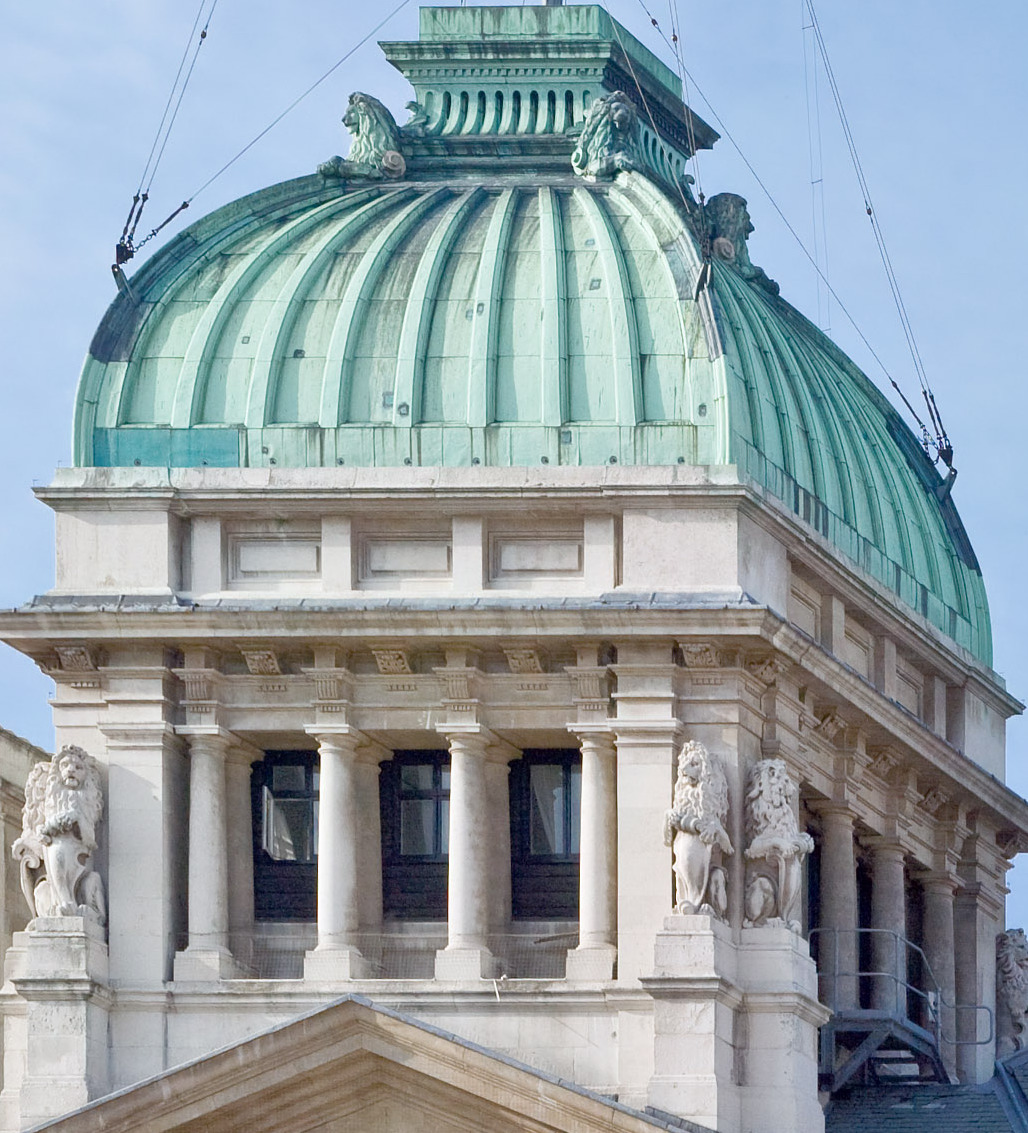
La torre occidental

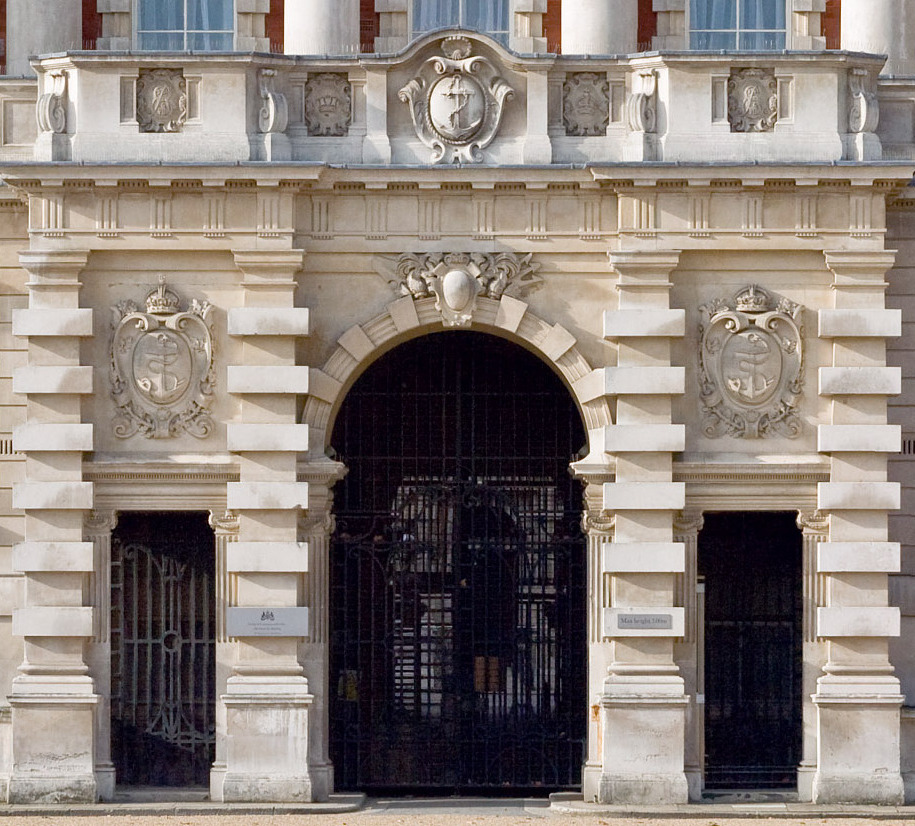
La entrada «a la serliana» de la fachada sur. Se pueden notar los distintos sellos y escudos del Almirantazgo.

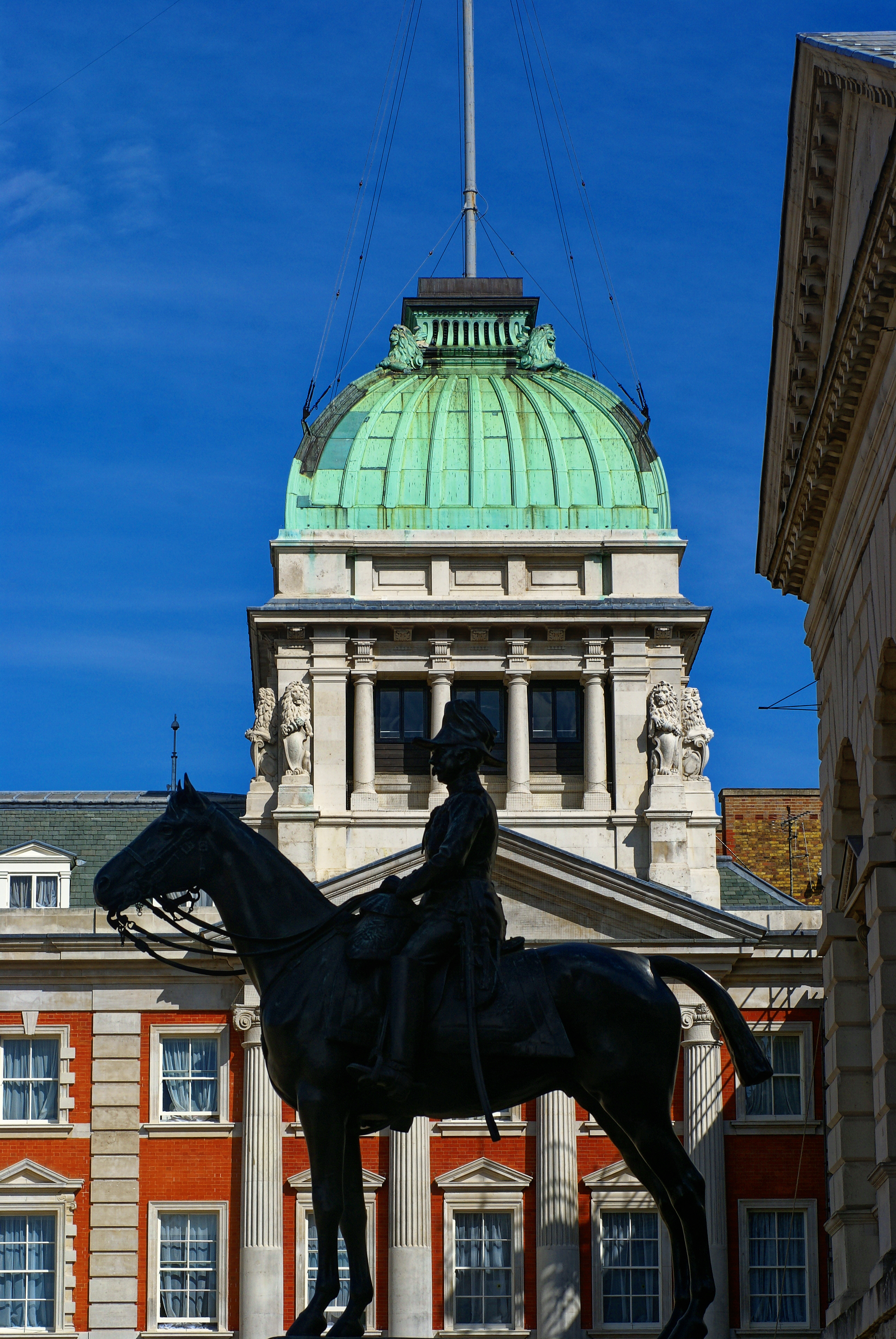
La torre este de la fachada, al lado de la Admiralty House. Vista desde la estatua ecuestre del mariscal de campo Garnet Wolseley, delante del edificio de Horse Guards.

El tejado en esta fachada presenta tres elementos principales: un ático ancho y las dos torres-pabellón directamente encima de los frontones de los pórticos. Las torres son gruesas estructuras cuadradas coronadas por cúpulas poligonales rayadas realizadas en cobre. Cada uno de los cuatro lados de cada una de las torres consta de cuatro columnas geminadas redondas y lisas, sin capiteles; orientadas de dentro a fuera (una hacia el interior de la estructura, inmediatamente fuera de la ventana, y la otra hacia el exterior). Estas soportan un arquitrabe de tres niveles (parecido al orden jónico o corintio), decorados con gotas y modillones en forma de triglifos en el segundo nivel (coronando las columnas), y modillones en el nivel superior bajo la cornisa, con adornos en bajorrelieve. Los frisos en cada lado están decorados con rectángulos en relieve hundido. Todas las esquinas están formadas por pilastras, y dos pedestales adicionales en la parte inferior. Encima de ellos descansan ocho esculturas (por torre, dos leones en cada esquina) de leones levantados sobre las patas traseras y agarrando rollos de escritura en las delanteras. El motivo de los leones —esta vez realizados en cobre y en posición de reposo— repite en la parte superior de las cúpulas, en las esquinas de sus linternas cuadradas de base curvada.
El ático está dividido en 7 tramos: 5 homogéneos y dos laterales, más anchos, que corresponden a los tramos adelantados de la fachada del edificio. El ático entero está rematado con un arquitrabe y encima una cornisa con modillones, que en los tramos laterales termina en un remate con el escudo del Reino Unido en el centro de cada uno. Las paredes externas de estos tramos, que, junto a su continuación en la fachada del edificio confieren la sensación de torres empotradas, presentan tres pequeñas columnas dóricas cada una, que encierran dos estrechas ventanas arqueadas. El arquitrabe aquí tienen tres triglifos en cada lado, además de las gotas que se repiten a lo largo del ático. Los tramos céntricos se distinguen por sus ojos de buey (en el centro de cada uno) y están divididos por pilastras rematadas por pequeños frontones semicirculares que destacan encima de la azotea de la que forman parte, y defendida por una balaustrada. Tanto los tramos como las pilastras están detalladamente adornados de simbología monárquica y naval, desde coronas reales a trompetas y animales marinos, todo en relieve.
El ladrillo rojo y el distintivo color verdoso de las cúpulas de cobre no eran opciones típicas para los edificios gubernamentales del Londres de la época (a diferencia de ciudades como Hamburgo, donde este tipo de diseño era muy común), cosa que atrajo la crítica de algunos autores contemporáneos (dentro de la crítica general, véase a continuación). Sin embargo, este diseño dejaba entrar mucha luz a gran parte de las salas y los despachos, una característica muy valorada por sus ocupantes, entre ellos ingenieros navales y demás personal técnico, quienes deseaban sacar máximo provecho de las horas de luz (gran parte de la planta baja y otras oficinas estaban dedicadas al desarrollo de buques, actividad preferente en los tiempos de la Paz armada, las dos guerras mundiales, el período de entreguerras y las primeras décadas de la Guerra Fría).
El resto del tejado está caracterizado por un largo desván con múltiples buhardillas coronadas con pequeños frontones (en los tramos laterales) y hastiales (en el centro). Entre el centro y el extremo oeste de la azotea se distinguen cuatro de las chimeneas del edificio, de base rectangular y rematadas también por pequeños frontones.

### Fachada occidental
La fachada occidental del complejo presenta los mismos patrones de diseño que la fachada sur. Hasta principios del siglo XX, al no existir la parte principal del ala sur (siendo un edificio en forma de U), era un ala separada de doble fila, con la torre-pabellón y pórtico al oeste en lo que luego sería la fachada sur (la anteriormente descrita) siendo su extremo más oriental. La fachada en sí presenta tres pórticos, uno céntrico y dos laterales, estos últimos idénticos a los de la fachada sur en tamaño y número de columnas. El céntrico, as su vez, es más grande y amplio (era el pórtico principal del edificio), con 6 columnas y un frontón más grande, que lo corona entre dos torres de piedra de Pórtland, más pequeñas que las torres esquineras en el ala norte. Todas las columnas tienen el mismo diseño arquitectónico, tamaño y posición que en la fachada sur. A lo largo del tejado hay varias de las mismas chimeneas alargadas (y otras más pequeñas), si bien aquí no han sido decoradas con los pequeños frontones que las que dan al Horse Guards Parade.
Toda esta fachada, antes expuesta hacia una extensa zona asfaltada para viandantes, que la unía con el Horse Guards Road, quedó en 1939 tapada por la construcción de la ciudadela del Almirantazgo, que aunque tiene menos de la mitad de su altura, es lo suficientemente ancha para que se vea muy poco de la fachada por vehículos y peatones desde la calle. Esta más tardía ampliación no comparte pared con la fachada, sino que está unida a ella subterráneamente, mientras que sobre tierra hay dos pasos edificados que cruzan los escasos 4 metros que separan ambos edificios. Cerca del paso sur, en la esquina conformada por los dos edificios, está el monumento Royal Naval Division War Memorial,

### Crítica y rivalidades
A pesar de poseer un aspecto considerado por autores ajenos a la comunidad londinense de arquitectos como elegante, la Admiralty Extension fue criticada en su día por no ser lo suficientemente «majestuosa» o imponente para su fin como cuartel general de la «mayor Armada del mundo» o «el poderío naval más glorioso de la historia reciente». Algunas críticas persisten hasta el día de hoy y nunca han dejado del todo la esfera del debate público.
Muchas de ellas tienen su origen en el proceso de asignación del proyecto a una firma de arquitectos considerada «foránea» (en su día aún no tenía un despacho en Londres), habiendo candidatos entre los principales arquitectos de la ciudad que se veían aptos para dirigir el proyecto de construcción gubernamental más ambicioso hasta entonces. Originalmente, la firma de Halifax había ganado en 1884 la licitación para la construcción de un gran edificio combinado para el Almirantazgo y la Oficina de Guerra, incluso más amplio que el actual (se le había designado más terreno hacia el oeste, donde ahora está la ciudadela de la Segunda Guerra Mundial). El principal cambio en los planes se debía a que en el último momento (y tras haber diseñado y presentado los planos para el edificio original), el alto mando del Ejército británico optó por tener un edificio propio (probablemente para desligarse física y conceptualmente de la Armada, ya que por aquel entonces el Ejército ya se había distinguido en las guerras napoleónicas y conflictos posteriores, ganando prestigio que antes se reservaba principalmente a la Marina Real). Ya que el edificio de Horse Guards había quedado demasiado pequeño para las necesidades de un ejército moderno, se requería de un nuevo edificio con más espacio y funcionalidad en la misma zona (Whitehall). Los terrenos del Almirantazgo (nombre que reciben los espacios urbanizables del norte de Whitehall) parecían ideales a tal propósito, pero no eran del agrado de la Oficina de Guerra (una institución separada del Almirantazgo; solo en los años 1960 se unirían bajo la misma dirección, la del Ministerio de Defensa).
Además del cambio del propósito del edificio, este sufrió continuos ajustes presupuestarios en tiempo en el que los gastos militares en armas y municiones eran cada vez mayores. La época eduardiana se caracterizaba por un continuo clamor por una masiva producción de buques de guerra —los dreadnought— para hacer frente al creciente poderío de la Marina Imperial alemana. Del presupuesto de la Armada, gran parte se dedicaba a la producción de estos buques y armamento naval, a costa de otros fines, como material de calidad para la edificación. El nuevo plano de la extensión fue presentado en 1887, y a partir de entonces fue sufriendo aplazamientos, ajustes presupuestarios y adaptaciones, tardando la construcción en completarse el doble del tiempo previsto originalmente. 
La elección del ladrillo —material que en aquella época ya no se consideraba óptimo para grandes edificaciones— no se debía a sus cualidades estructurales o visuales, sino a su coste barato (con los ajustes y el dinero derrochado en los planes originales). Aun así, hubo quien aprovechó la oportunidad para intentar responsabilizar a sus arquitectos por esta elección y ofrecerse para el proyecto de la Oficina de Guerra, «aprendiendo de los errores cometidos» y «usando materiales más apropiados». Dentro de todos estos cambios aún se esperaba que el edificio guardara hacia fuera un semblante majestuoso con elementos clásicos y un decorado «digno de la Armada». A eso se puede sumar el hecho de que el bufete de Halifax nunca se había encargado de un proyecto de estas dimensiones («el primero prestigioso en dos décadas»), por lo que también se criticaba su contratación por falta de experiencia. Con todo, ensayos más independientes señalan que el resultado, dadas las circunstancias, podría considerarse bastante satisfactorio, con unos exteriores que han conseguido transmitir mucha de la elegancia que se les quería conferir. También sus interiores, sobre todo la distribución del espacio de oficinas, quedaron muy a gusto de sus futuros inquilinos. 
Aun así, para evitar que se repitiera la misma circunstancia, se creó en 1897 un subcomité del Royal Institute of British Architects que se encargaría a partir de entonces de la asignación de proyectos de construcción públicos. Este presentaba a la Office of Works una lista de arquitectos con experiencia relevante y avales de sus pares, «asegurando que son capaces de dirigir tal importante encargo». En un principio, el subcomité fue presidido por George Aitchison (arquitecto de la Real Academia de Arte), estrenando el procedimiento con dos proyectos: el nuevo edificio para la Oficina de Guerra —el actual Old War Office frente a Horse Guards (en la otra acera)—, cuya construcción se llevó a cabo entre 1897 y 1906, y un edificio de oficinas para el Gobierno en la Parliament Square.

## Uso y simbolismo

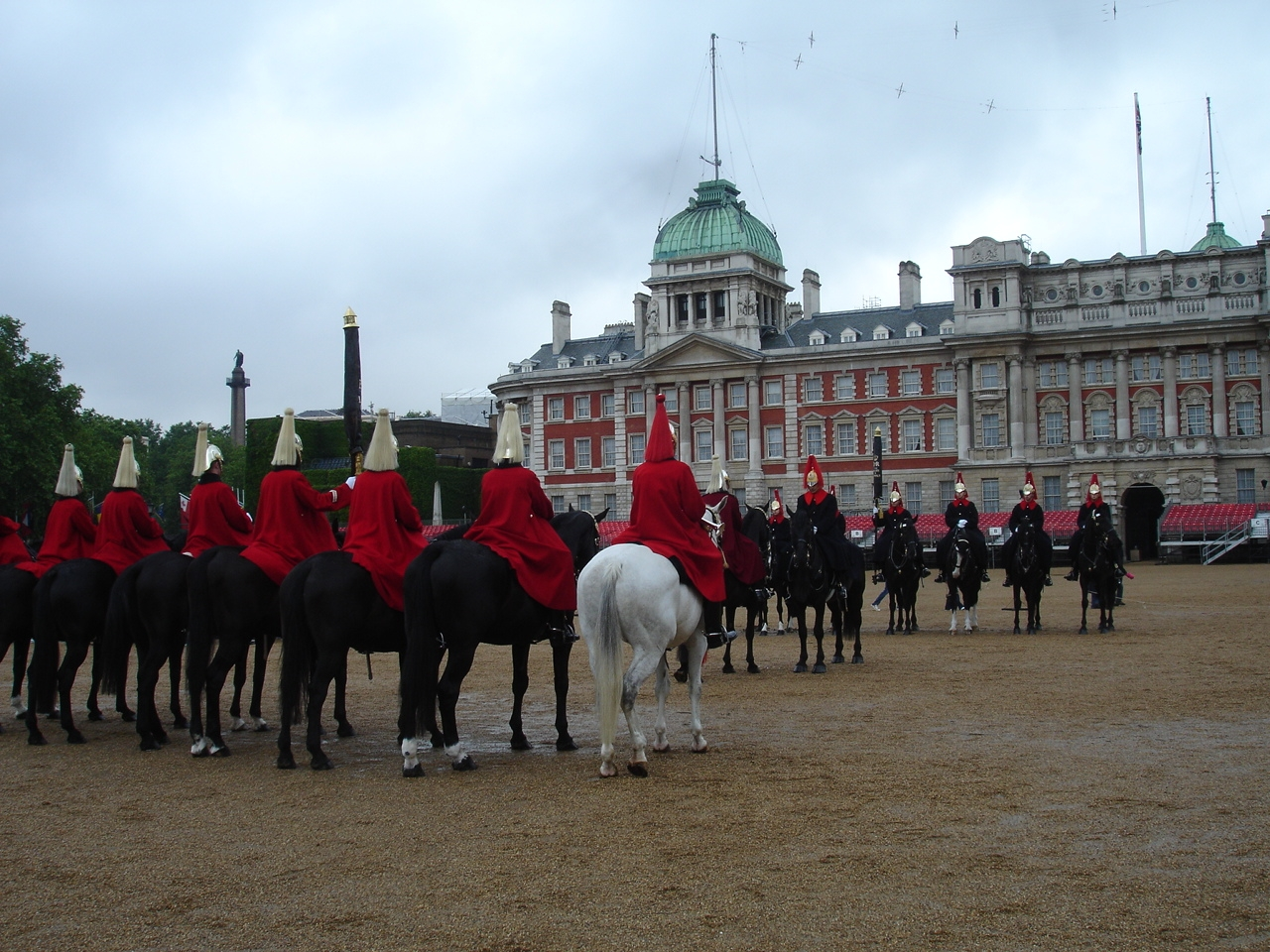
Relevo de la Guardia del Rey frente al Admiralty Extension.

Las plantas y oficinas de la Admiralty Extension fueron lugar de trabajo de algunas destacadas personalidades británicas del siglo XX. Aquí es donde Ian Fleming, autor de la saga de James Bond y por aquel entonces oficial de inteligencia, trabajó en sus novelas. Se cree que el personaje «M», jefe ficticio del MI6 en la saga, estaba basado en el director de la inteligencia Naval británica y superior de Fleming, el almirante John H. Godfrey, quien ocupaba la «habitación 39» del edificio (aunque lo cierto es que el edificio del MI6 no guarda relación con el Almirantazgo, sino se encuentra en Vauxhall, más al sureste, al otro lado del Támesis). También Winston Churchill, en su tiempo en el cargo de primer lord del Almirantazgo, pasaba gran parte de su tiempo en este complejo (incluido su despacho personal en el Edificio Ripley).

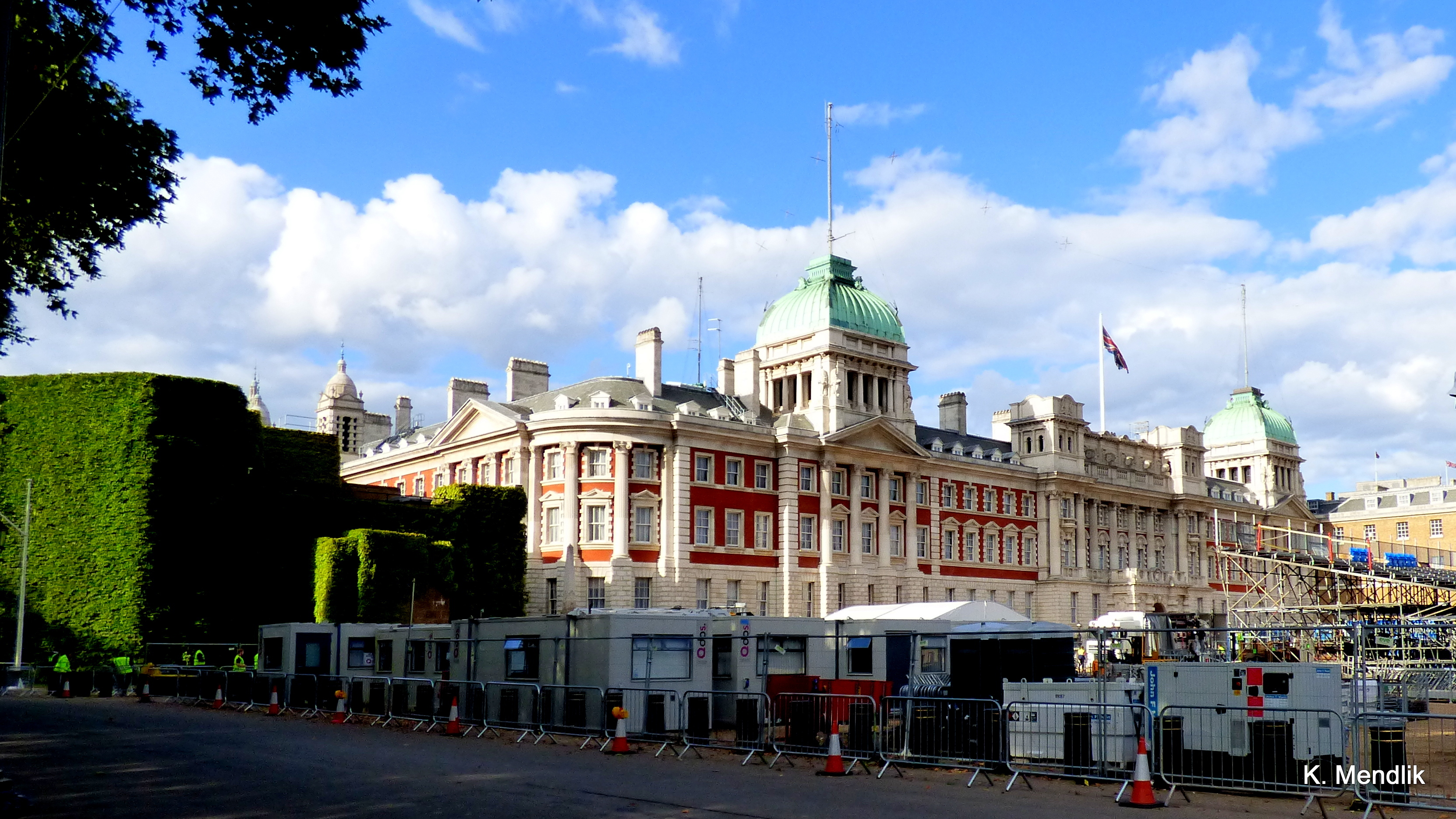
Vista del edificio desde su esquina sudoccidental, con la ciudadela a la izquierda tapada por arbustos..

### Guerras mundiales
Durante la Primera Guerra Mundial, el conjunto del Antiguo Almirantazgo (el Edificio Ripley y la Admiraly Extension) era uno de los lugares más importantes del Reino Unido, pues es donde se tomaban las decisiones referentes a las misiones de la Marina Real en la Gran Guerra y de donde partían órdenes de mayor transcendencia. Aquí es donde se dictó la formación de la Gran Flota, y donde se planificaron operaciones, desde las más tempranas como los bloqueos establecidos por la Marina Real en las costas del mar del Norte o el envío de la flota de Frederick Doveton Sturdee (quien tuvo su mando terrestre en este edificio) a recuperar el control del Atlántico Sur tras la derrota en la batalla de Coronel (lo cual conseguiría con la destrucción de la escuadra de Maximilian von Spee en la batalla de las Malvinas).
Algunas de los espacios más memorables del edificio eran la «habitación 10» (la sala de operaciones, donde, entre otras cosas, se tomaron decisiones como la suspensión de las operaciones marítimas hasta diciembre de ese año tras la pérdida de buques de guerra por la feroz guerra submarina desatada por los U-Boot alemanes); y, quizá la más famosa, la «habitación 40», nombre por antonomasia de la sección de criptoanálisis del Almirantazgo británico durante la guerra. También tenían sus oficinas aquí el primer lord del Almirantazgo (Edificio Ripley), el primer lord del Mar, los segundo y tercer lores del Mar, el jefe de Personal de la Armada, el jefe de Operaciones Navales, el jefe de Construcción Naval, el jefe de Equipamiento Naval, el jefe del Real Servicio Aéreo Naval y el Admiralty Compass Observatory, entre otros.
Durante los bombardeos de Londres de la Segunda Guerra Mundial, el edificio fue impactado varias veces en la tercera fase (abril-mayo de 1941), causando daños materiales aunque no en vidas. En 1942-1943 tuvo lugar en el edificio la planificación y los eventos relacionados con la Operación Mincemeat, que tuvo como fin engañar al mando militar alemán, convenciéndole que los Aliados iban a invadir Grecia en lugar de Sicilia. Tanto la preparación de la operación como su control una vez en marcha se hicieron desde la «Habitación 13» del Almirantazgo.

### Segunda mitad delsigloXX
En los años 1960, en el marco de la reforma de las fuerzas armadas, el mando de la Armada desalojó el edificio para ser acomodado en el Whitehall Gardens Building, el gran edificio del Ministerio de Defensa. Desde entonces y hasta 2016, la Admiralty Extension fue ocupada por el Ministerio de Asuntos Exteriores y de la Mancomunidad de Naciones, más conocido como la Foreign Office, incluido el ala oriental (Edificio Ripley) que sigue acomodando su Sección de Desarrollo Internacional. El Departamento de Educación tenía planes de mudarse al edificio en septiembre de 2017, cuando el Foreign Office decidió tras más de medio siglo en este sitio, que se había convertido en su marca más conocida, trasladarse a su actual sede en King Charles Street (paralelo a Downing Street, en el ala sur del bloque de la Oficina del Gabinete). Un cambio de contratista en el otoño de 2018 hizo que estos planes cayeran en saco roto. En su lugar, en 2021, en plena pandemia de COVID-19 que aceleró estos y otros cambios, la gran extensión se convirtió en sede del Departamento de Comercio Internacional.
Desde las últimas décadas del siglo XX se ha referido muchas veces a este edificio —tanto en la literatura como en la lengua corriente— como el Edificio del Antiguo Almirantazgo (Old Admiralty Building, OAB) por su propósito original, aunque lo cierto es que el edificio propiamente llamado así es el Edificio Ripley. Esta denominación se ha hecho popular con los años, sobre todo considerando que el brazo occidental del Edificio Ripley constituye el ala este de la gran extensión. Muchas veces se incluye a ambos edificios bajo este único término, tratándolos de distintas fases o épocas de una única estructura. Aunque el Edificio Ripley es mucho más antiguo, lo cierto es que la extensión es una ampliación del mismo hacia el oeste, cuya fachada sur, siendo parte del Horse Guards Parade, ha formado parte del panorama ceremonial británico durante más de un siglo. El hecho de que el Almirantazgo británico ya no tenga su sede allí (de hecho, tampoco existe ya como institución propia) ha favorecido la consolidación del concepto de un «Antiguo» Almirantazgo.

### Uso moderno
Aunque la arquitectura exterior y algunas de los espacios interiores emblemáticos del edificios se han conservado casi en su totalidad (teniendo significado histórico, artístico y museístico), siendo el único de los edificios del Almirantazgo que sigue sirviendo como oficinas gubernamentales en la actualidad, gran parte del interior se ha renovado a lo largo de los años para incluir novedosas instalaciones y espacio de colaboración más moderno; sus habitaciones y salas se han actualizado para el uso de tecnologías y las necesidades del personal acorde a los tiempos. Cuenta con salas que incluyen un servidor interno, un gimnasio, cafetería, tienda de alimentos, unidad audiovisual, sala de ocio, etc. El edificio entero además comparte una red Wi-Fi.
Sin embargo, la estructura en sí, siendo un monumento clasificado, disfruta de la protección de la ley, y todos los trabajos estructurales, tanto internos como externos (mampostería, elementos arquitectónicos, etc.) requiere la intervención y control de expertos en conservación de edificios.

## Ciudadela

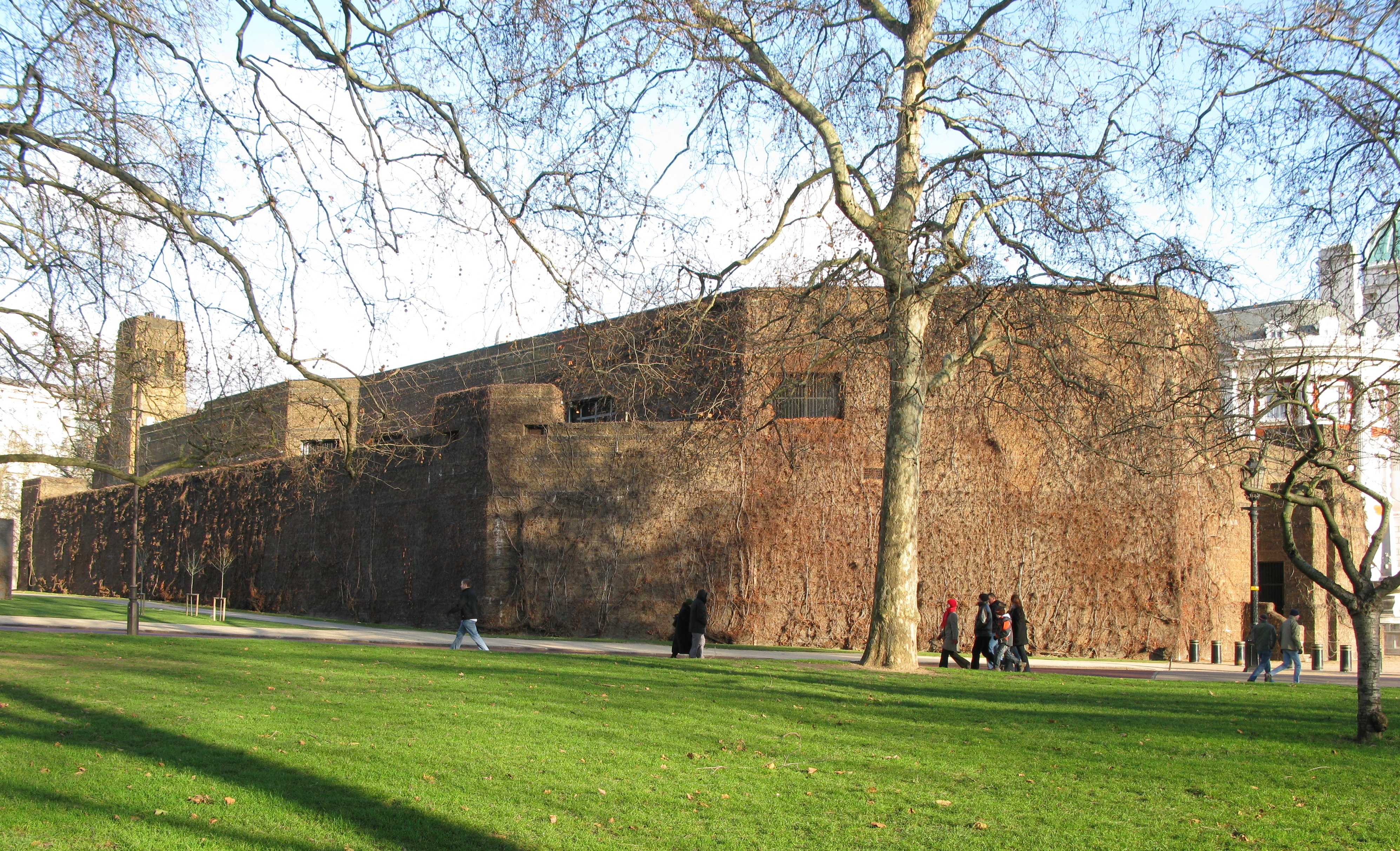
La ciudadela del Almirantazgo en invierno.

La ciudadela del Almirantazgo, adyacente al ala occidental de la Admiralty Extension, dando a The Mall, es una estructura militar construida a partir de 1939, poco antes de comenzar la Segunda Guerra Mundial, que ya parecía inevitable (como también la participación del Reino Unido en ella), para servir como centro de operaciones a prueba de bombas para el Almirantazgo. Consiste en el edificio de estilo brutalista y unas instalaciones subterráneas (uno de cuatro complejos militares subterráneos en la ciudad de Londres, junto a Pindar, los Cabinet War Rooms y Q-Whitehall). Se trata del edificio fortificado moderno más destacado de la ciudad, y único de su tipo, considerado generalmente la última edición al Antiguo Almirantazgo (una extensión más en tiempos de guerra), cuya forma arquitectónica, centrada únicamente en la funcionalidad militar, contrastaba (y sigue contrastando) con los edificios del entorno. Ya que se construyó en vísperas de la guerra, estaba equipado y preparado para cumplir su objetivo desde su misma construcción, la cual se guardaba al principio en alto secreto, habiendo prohibido a la prensa incluso reconocer su existencia.
El proyecto de la ciudadela se llevó a cabo por el Ministerio de Obras, siendo el arquitecto W. A. Forsyth, y se concluyó definitivamente en 1941. Sus cimientos tienen más de 9 metros de profundidad, y su techo de hormigón más de 6 metros de grosor. Se pretendía que en caso de una posible invasión alemana, el edificio se convirtiera en una fortaleza resistente al asedio, con posiciones de tiro para cañones y aspilleras para armas más ligeras. En el bombardeo de la Luftwaffe de 16 de abril de ese año, que afectó varios de los edificios del Almirantazgo, la ciudadela demostró su capacidad de resistencia.
A pesar del secretismo inicial, en los últimos años de la guerra los alemanes sabían bien del edificio y sus propósitos, que en consecuencia recibió su propio código en la jerga militar alemana (como otros edificios estratégicos). Poco después de la guerra, el Gobierno británico anuló la condición de alto secreto, y la primera mención de las operaciones que se habían llevado en el complejo subterráneo se hizo ya en diciembre de 1945 por el contraalmirante R. K. Dickson, jefe de Información Naval del Servicio de Ultramar, quien describió un «laberinto de maquinaria y cintas transportadoras». En cuanto a las operaciones, dijo que «en una semana el año pasado, solo en mensajes secretos, el Almirantazgo manejó más de 1 300 000 grupos de cifrados navales». y que en todo momentos «80 chicas trabajaban en la sala de teleimpresoras para todos los cuarteles generales navales de Gran Bretaña y el continente». Un empleado del complejo durante la guerra, Beryl Embert, dijo que era un gran «hervidero industrial».

### Crítica en la posguerra
Después de la guerra, muchos consideraron la ciudadela una «estructura espantosa» que tapaba la fachada clásica de la extensión del Almiranazgo. Churchill, quien había estado presente en el complejo subterráneo en algunas de las operaciones navales durante la guerra, lo describió en sus memorias como una «enorme monstruosidad que pesa sobre el Horse Guards Parade». Si bien, para otros el edificio se había convertido en un importante monumento militar, que debía quedar protegido.
En 1955, se formuló una pregunta en la Cámara de los Comunes sobre cómo se podría mitigar el aspecto duro del edificio. El ministro de Obras Públicas, Nigel Birch, lo describió como «horroroso» y anunció que se eliminarían las posiciones de los cañones pesados y que la plantación de parras vírgenes ayudaría a embellecer los muros de hormigón. Por aquel entonces el edificio ya tenía algo de hiedra alrededor, y se notaba el gran efecto sobre su aspecto. En el mismo debate se descartó la propuesta de deshacerse del complejo, no tanto por el deseo de protegerlo, como por el gran coste que en su día hubiera supuesto su complicada demolición. Entre las otras propuestas se incluían el revestimiento con piedra de Pórtland, la decoración con estatuas de figuras navales e incluso su conversión en los «Jardines Colgantes de Londres». Todas estas propuestas se descartaron, principalmente por el coste de tales proyectos.

### Uso en las últimas décadas
En diciembre de 1987, la ciudadela se convirtió en un edificio protegido de grado II, con lo que pasó a formar parte del conjunto de edificios protegidos de la Ciudad de Westminster.
En 1992, se estableció en ella el Centro de Comunicaciones de la Armada, la fragata de piedra HMS St Vincent, que en 1998 se convertiría en MARCOMM COMCEN. El complejo todavía sigue sirviendo al Ministerio de Defensa.
Actualmente, durante el desfile de Trooping the Colour, a menudo se señala la ciudadela con un gesto especial. En cuanto a su aspecto, las plantas que lo adornan, sobre todo hiedra, hacen que su apariencia cambie drásticamente según las estaciones del año. El césped en el techo, plantado originalmente durante la guerra para dificultar su reconocimiento desde el aire, aún sigue allí.